# دی‌متاکرین

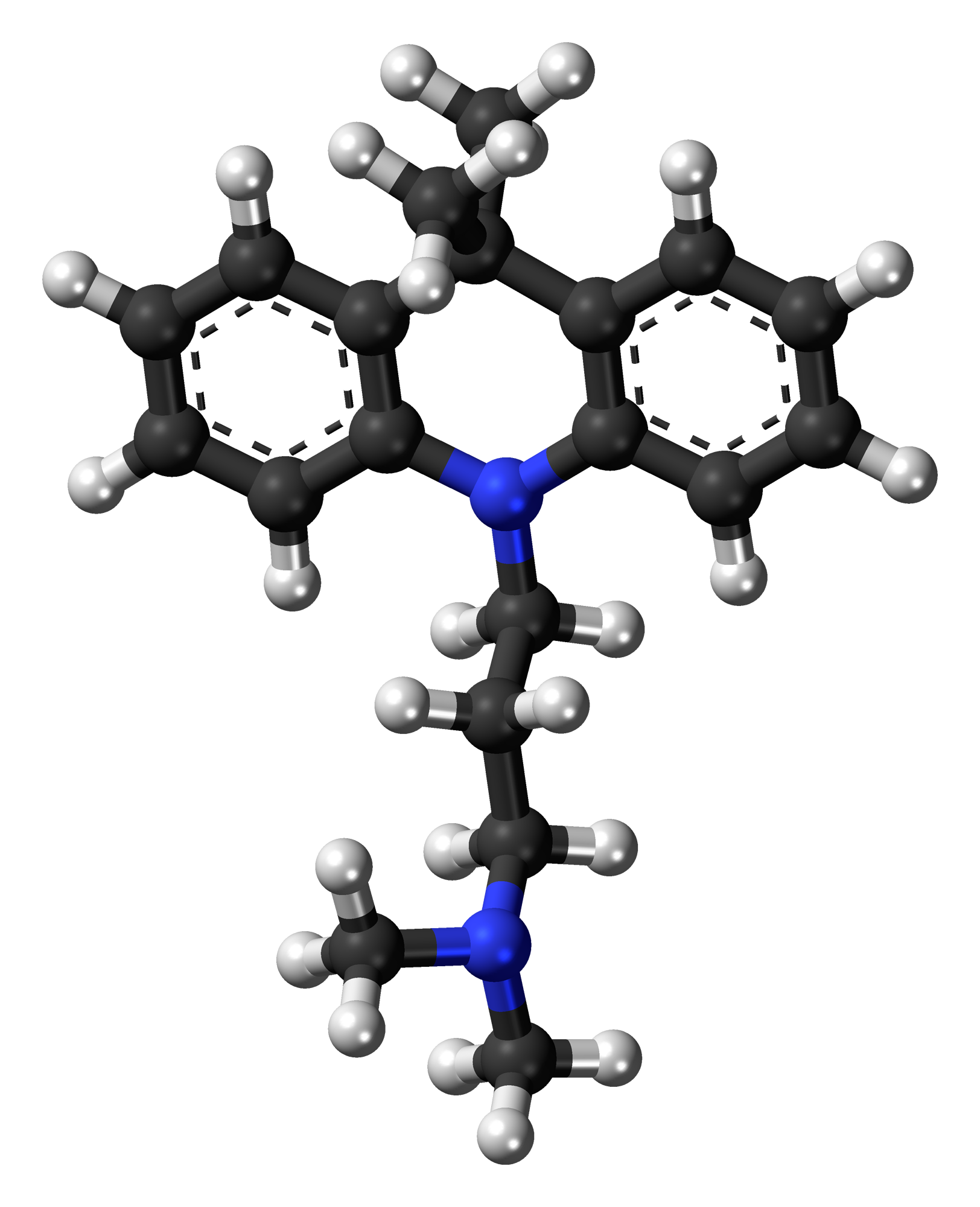
مدل گلوله و میله دی‌متاکرین

دی‌متاکرین (انگلیسی: Dimetacrine) دارویی است از موارد استعمال آن انواع دپرسیونها، اضطراب و افزایش هشیاری می‌باشد.

## ملاحظات
مصرف این دارو در موردی مثل گلوکوم ممنوع می‌باشد.

## عوارض جانبی
مصرف این دارو باعث عوارض سمپاتومی‌متیکها می‌شود.